# Транспортная инфраструктура
Тра́нспортная инфраструктура — разновидность инфраструктуры, совокупность всех отраслей и предприятий транспорта, как выполняющих перевозки, так и обеспечивающих их выполнение и обслуживание.

## Определение транспортной инфраструктуры
В настоящее время наблюдается множественность определений транспортной инфраструктуры. Некоторые авторы придерживаются точки зрения, согласно которой транспортная инфраструктура представляет собой совокупность отраслей и предприятий, которые непосредственно выполняют перевозки. Сторонники данного подхода используют термины «транспортная инфраструктура» и «транспортная система» как тождественные. Другая группа специалистов понимает под транспортной инфраструктурой совокупность отраслей, предприятий и их подразделений, создающих условия для выполнения перевозок.

## История развития инфраструктуры
Все развитые цивилизации характеризуется стремлением людей к коммуникации и контакту, поэтому возможности передвижения оказываются для развития человечества решающими. Жизнедеятельность человека можно представить в виде совокупности нескольких функций территории: проживание, работа, общественное обеспечение (школы, театры, …), отдых и зелень. Перемещение людей и товаров происходит за счет транспортной функции, она является необходимой связующей частью. Её развитие обычно соответствует уровню развития остальных функций территории. Это правило действует в любом масштабе — от маленькой деревни до больших регионов. Транспортная инфраструктура имеет характер как связующий разные области, так и разделяющий. Для жителей оживленные трассы могут стать серьёзной преградой.
В любых формах поселений проживание, работа, парки и другие функции территории занимают определённые зоны. Зоны инженерной и транспортной инфраструктур — зоны для размещения и функционирования сооружений и коммуникаций железнодорожного, автомобильного, речного, морского, воздушного и трубопроводного транспорта, связи, инженерного оборудования.
Дороги населённых пунктов создают дорожные сети из линий и точек. Градостроительный характер этих сетей определяет композицию этого населённого пункта, являясь первоочередным фактором урбанизации. Транспортная инфраструктура, как правило, вписывается в рельеф местности, определяя экологическую ситуацию.
Историческое значение транспорта в том, какими наши города стали сейчас, нельзя недооценить. Географическое расположение населённых пунктов было так или иначе связано с путями: положение бродов, торговые пути, речные пути, удобный причал — все это могло стать причиной возникновения поселения. Ключевым этапом является развитие железной дороги в XIX веке. Города стали разрастаться в ширину, в пригородах развитие получила территория около вокзалов, железнодорожные ветки определили положение промышленных зон. В XX веке обилие моторного транспорта создало в городах огромные проблемы, из-за чего искались новые принципы планирования.

## Транспортная инфраструктура в России

### Состояние
Экономика России из-за плохой транспортной инфраструктуры ежегодно недополучает 3 % ВВП (по состоянию на май 2013 года).

### Инвестиции
Министерство транспорта Российской Федерации рассчитывает, что до 2020 года объем инвестиций в развитие транспортной инфраструктуры России составит около 12,3 трлн рублей. Из них государственные инвестиции — 7,3 трлн рублей, средства, привлеченные за счет различных механизмов внебюджетного финансирования государственно-частного партнерства — порядка 5 трлн рублей.